# 塔卡考瀑布
塔卡考瀑布（英語：Takakkaw Falls）是位於加拿大西部不列顛哥倫比亞省幽鶴國家公園內的一個瀑布，處於北美大陸的大陸分水嶺的太平洋一側。塔卡考瀑布從最高點至基點的落差為302米，是不列顛哥倫比亞省第45大的瀑布 However its true "free-fall" is only 260（850英尺）.。